# Androctonus mauritanicus
Espèce
Synonymes
- Buthus mauritanicus Pocock, 1902

Androctonus mauretanicus ou Scorpion de Mauretanie est une espèce de scorpions de la famille des Buthidae.
C'est le plus toxique de tous les scorpions africains.

## Distribution
Cette espèce est endémique du Maroc,. Elle se rencontre de Tanger à Agadir. On la trouve peut-être aussi au nord de la Mauritanie. 

## Description
Le mâle holotype mesure 69 mm.
Androctonus mauretanicus mesure de 70 à 90 mm.
Ce scorpion est de couleur sombre pouvant aller du brun foncé au noir, avec tout au plus la face ventrale de l'abdomen et l'extrémité des pattes plus claires. Il possède de longues pinces fines, dont l'extrémité est parfois plus claire que le reste du corps. La queue est à la fois longue et large, et le telson très apparent bien que relativement fin.
La femelle possède 20 à 25 dents de peignes et le mâle 26 à 30.
Le mâle adulte se distingue facilement de la femelle par une « entaille » importante à la base du doigt fixe (supérieur) des pinces. À chaque pince, le mâle possède une encoche très visible à la racine du doigt fixe. Chez la femelle, cette encoche est bien moins visible, voire pratiquement absente.
La durée de gestation est de 5 à 7 mois, la taille d'une portée varie de 50 à 80 individus.
Il y a 7 à 8 stades avant l'âge adulte.
Son espérance de vie est de 4 à 5 ans, dont 2 ans pour atteindre l'âge adulte.

## Venin
Son venin est neurotoxique, extrêmement toxique et mortel pour l'homme. Les effets d'une envenimation vont d'une simple douleur vive à des problèmes cardio-vasculaires ou un œdème pulmonaire voire un décès. En cas de piqûre, il faut bien sûr aller immédiatement dans un lieu médicalisé et recevoir, c'est primordial, le sérum antivenimeux existant.

## Systématique et taxinomie
Cette espèce a été décrite sous le protonyme Buthus mauretanicus par Pocock en 1902. Elle est placée dans le genre Prionurus par Birula en 1903 puis dans le genre Androctonus par Vachon en 1948.

## Étymologie
Son nom d'espèce lui a été donné en référence au lieu de sa découverte, la Maurétanie.

## Publication originale
- Pocock, 1902 : « A contribution to the systematics of Scorpions. » Annals and Magazine of Natural History, sér. 7, vol. 10, p. 364-381 (texte intégral).